# Курсай (Атырауская область)
Курсай (каз. Құрсай) — упразднённый аул в Атырауской области Казахстана. Находился в подчинении городской администрации Атырау. Входил в состав Балыкшинской поселковой администрации. Упразднён в 2018 г. Код КАТО — 231037500.

## Население
В 1999 году население аула составляло 2465 человек (1184 мужчины и 1281 женщина). По данным переписи 2009 года, в ауле проживали 3062 человека (1484 мужчины и 1578 женщин).